# برنارد نغومبا إرونغو
برنارد نغومبا إرونغو (بالإنجليزية: Bernard Ngumba Irungu)‏ (مواليد 1 فبراير 1976) هو ملاكم كيني، مثّل بلاده في الألعاب الأولمبية الصيفية 2008.

## روابط خارجية
برنارد نغومبا إرونغو على موقع اللجنة الأولمبية الدولية (الإنجليزية)
- برنارد نغومبا إرونغو على موقع أوليمبيديا (الإنجليزية)
- برنارد نغومبا إرونغو على موقع اتحاد ألعاب الكومنولث (مؤرشف) (الإنجليزية)